# Nati nel 1907/Agosto
| Questa pagina contiene informazioni ricavate automaticamente dalle voci biografiche con l'ausilio del template Bio e di un bot. L'aggiornamento è periodico e automatico e ricostruisce completamente la pagina. Se manca una persona in questa lista, sei pregato di non aggiungerla, ma accertati piuttosto che la sua voce biografica contenga il template Bio e che i dati anagrafici siano correttamente compilati. Se il template Bio manca, inseriscilo tu stesso o, in alternativa, metti l'avviso {{tmp\|Bio}} che ne segnala la mancanza. Se i dati riportati sono sbagliati, correggi direttamente la voce biografica; le modifiche saranno visibili in questa lista entro pochi giorni. Per chiarimenti vedi il progetto biografie. La lista contiene solo le 132 persone che sono citate nell'enciclopedia e per le quali è stato implementato correttamente il template Bio. Pagina aggiornata al 10 feb 2025. |

- 1º agosto - Maurice Bardèche, saggista, giornalista e critico d'arte francese († 1998)
- 1º agosto - Augusto Pettenò, partigiano italiano († 1981)
- 1º agosto - Angelo Pellegrino Sbardellotto, anarchico italiano († 1932)
- 1º agosto - Eric Shipton, alpinista e esploratore britannico († 1977)
- 1º agosto - Marga von Etzdorf, aviatrice tedesca († 1933)
- 2 agosto - Vittorio Ansaldo, calciatore italiano († 1990)
- 2 agosto - Edith Cross, tennista statunitense († 1983)
- 3 agosto - Efraín Amézcua, calciatore messicano
- 3 agosto - Lawrence Brown, trombonista statunitense († 1988)
- 3 agosto - Henri De Deken, calciatore belga († 1960)
- 3 agosto - Ferdinando Mezzasoma, politico e giornalista italiano († 1945)
- 3 agosto - Ivan Motika, partigiano, politico e avvocato jugoslavo († 1999)
- 3 agosto - Alfredo Polacci, paroliere e compositore italiano († 1998)
- 3 agosto - Irene Tedrow, attrice statunitense († 1995)
- 4 agosto - Giovanni Cipriani, calciatore italiano
- 4 agosto - John Crichton-Stuart, V marchese di Bute, nobile britannico († 1956)
- 4 agosto - Mary Washburn, velocista statunitense († 1994)
- 5 agosto - Volfango Frankl, architetto italiano († 1994)
- 5 agosto - Eugène Guillevic, poeta francese († 1997)
- 7 agosto - Angelo Accatino, calciatore italiano († 2001)
- 7 agosto - Luigi Bernardi, calciatore e allenatore di calcio italiano († 1979)
- 7 agosto - Bernard Brodie, chimico inglese († 1989)
- 7 agosto - Nuccia Natali, cantante italiana († 1963)
- 8 agosto - Giuseppe Ardinghi, pittore italiano († 2007)
- 8 agosto - Doris Baker, attrice statunitense († 1998)
- 8 agosto - Augusts Baraks, calciatore lettone († 1969)
- 8 agosto - Benny Carter, sassofonista, trombettista e arrangiatore statunitense († 2003)
- 8 agosto - James Flynn, schermidore statunitense († 2000)
- 9 agosto - Marion Burns, attrice statunitense († 1993)
- 9 agosto - Enrico Guastone Belcredi, diplomatico italiano († 2002)
- 10 agosto - Wesley Barry, attore, regista e produttore cinematografico statunitense († 1994)
- 10 agosto - Antonio Centa, attore italiano († 1979)
- 10 agosto - Alvin Karpis, criminale canadese († 1979)
- 10 agosto - Beniamino Maggio, attore italiano († 1990)
- 10 agosto - Frank Saker, canoista canadese († 1980)
- 10 agosto - Su Yu, generale cinese († 1984)
- 11 agosto - Gino Corsini, calciatore italiano († 1999)
- 11 agosto - José Carlos Delfim, calciatore portoghese († 1986)
- 11 agosto - Konstantin Vladimirovič Rodzaevskij, politico russo († 1946)
- 11 agosto - Geppo Tedeschi, poeta e scrittore italiano († 1993)
- 12 agosto - Joe Besser, attore statunitense († 1988)
- 12 agosto - Gianfranco Brunetti, avvocato e dirigente sportivo italiano († 1990)
- 12 agosto - Boy Charlton, nuotatore australiano († 1975)
- 12 agosto - Antonio Chiodi, militare e aviatore italiano († 1940)
- 12 agosto - Lev Davidovič Konstantinovskij, regista cinematografico russo († 1978)
- 12 agosto - Miguel Torga, scrittore e poeta portoghese († 1995)
- 12 agosto - Attilio Milano, storico italiano († 1969)
- 12 agosto - Benjamin Henry Sheares, politico singaporiano († 1981)
- 12 agosto - Josef Stangl, vescovo cattolico tedesco († 1979)
- 12 agosto - Aleksandr Borisovič Stoller, regista cinematografico sovietico († 1979)
- 12 agosto - Cal Strong, pallanuotista statunitense († 2001)
- 12 agosto - Constantino Urbieta Sosa, calciatore paraguaiano († 1983)
- 13 agosto - Alfried Krupp von Bohlen und Halbach, imprenditore tedesco († 1967)
- 13 agosto - Tamara Makarova, attrice sovietica († 1997)
- 13 agosto - Aleksandrs Priede, calciatore lettone († 1978)
- 13 agosto - Sofía Rojas, supercentenaria colombiana († 2022)
- 13 agosto - Emilio Sereni, scrittore, partigiano e politico italiano († 1977)
- 13 agosto - Basil Spence, architetto britannico († 1976)
- 14 agosto - Paul Doughty Bartlett, chimico statunitense († 1997)
- 14 agosto - Anacleto Boccalatte, artigiano e antifascista italiano († 1979)
- 14 agosto - Ernest Dichter, psicologo austriaco († 1991)
- 14 agosto - Robert Keres, cestista estone († 1946)
- 14 agosto - Rūdolfs Kundrāts, calciatore lettone († 1954)
- 14 agosto - Dick Lundy, animatore e regista statunitense († 1990)
- 14 agosto - Nino Maioli, compositore, pianista e direttore d'orchestra italiano († 1985)
- 15 agosto - John Drury Clark, chimico e scrittore statunitense († 1988)
- 15 agosto - Carmen Conde, poetessa spagnola († 1996)
- 15 agosto - Mario Consiglio, musicista italiano († 1975)
- 15 agosto - Ninì Gordini Cervi, attrice italiana († 1978)
- 15 agosto - Giovanni Miele, giurista italiano († 2000)
- 15 agosto - Miguel Morayta, regista e sceneggiatore spagnolo († 2013)
- 16 agosto - Edward James, mecenate e poeta britannico († 1984)
- 17 agosto - Wilf Copping, calciatore inglese († 1980)
- 17 agosto - Gunnar Jansson, calciatore svedese († 1998)
- 17 agosto - Roger Peyrefitte, diplomatico, scrittore e attivista francese († 2000)
- 17 agosto - Ciro Verratti, schermidore e giornalista italiano († 1971)
- 18 agosto - Enoch Light, compositore e produttore discografico statunitense († 1978)
- 18 agosto - Eduard Macheiner, arcivescovo cattolico austriaco († 1972)
- 18 agosto - Aldo Neri, allenatore di calcio italiano
- 19 agosto - Alberto Castelli, arcivescovo cattolico, critico letterario e traduttore italiano († 1971)
- 19 agosto - Diego De Castro, storico, scrittore e statistico italiano († 2003)
- 19 agosto - Humphrey Jennings, regista inglese († 1950)
- 19 agosto - Radovan Zogović, poeta e politico montenegrino († 1986)
- 20 agosto - Anatole Fistoulari, direttore d'orchestra russo († 1995)
- 20 agosto - Alan Reed, attore e doppiatore statunitense († 1977)
- 20 agosto - Lurene Tuttle, attrice statunitense († 1986)
- 21 agosto - Gian Giacomo Dalmasso, fumettista, umorista e militare italiano († 1981)
- 21 agosto - Kathie Fischer, attrice statunitense († 1988)
- 21 agosto - Walter Frentz, fotografo e produttore cinematografico tedesco († 2004)
- 21 agosto - Dino Milella, direttore d'orchestra e compositore italiano († 2002)
- 21 agosto - John George Trump, ingegnere e fisico statunitense († 1985)
- 21 agosto - Farpi Vignoli, scultore italiano († 1997)
- 21 agosto - Hans Welker, calciatore tedesco († 1968)
- 21 agosto - Hy Zaret, compositore e paroliere statunitense († 2007)
- 22 agosto - Manoelzinho, calciatore brasiliano († 1953)
- 22 agosto - Oliver McGowan, attore statunitense († 1971)
- 23 agosto - Augusto Fiorucci, antifascista e partigiano italiano († 1944)
- 23 agosto - Finn Johannesen, calciatore norvegese († 1984)
- 23 agosto - Ettore Paratore, latinista italiano († 2000)
- 23 agosto - Raffaello Parenti, presbitero, matematico e paleontologo italiano († 1977)
- 24 agosto - Ernesto Calzavara, poeta e saggista italiano († 2000)
- 24 agosto - Bruno Giacometti, architetto svizzero († 2012)
- 24 agosto - Aleksander Laak, militare estone († 1960)
- 24 agosto - Teté, calciatore e allenatore di calcio brasiliano († 1962)
- 24 agosto - Archimede Valeriani, calciatore italiano († 1941)
- 24 agosto - Cornelia de Jong, olandese
- 25 agosto - Andrea Gadaldi, dirigente sportivo, allenatore di calcio e calciatore italiano († 1993)
- 25 agosto - Josef Håkestad, calciatore norvegese († 1977)
- 25 agosto - Labib Mahmoud, calciatore egiziano
- 26 agosto - Nando Coletti, pittore, incisore e litografo italiano († 1979)
- 26 agosto - Lester Lanin, direttore d'orchestra statunitense († 2004)
- 26 agosto - Lino Mosca, calciatore italiano († 1992)
- 26 agosto - Julia Pirotte, fotografa e partigiana polacca († 2000)
- 26 agosto - Karen Simensen, pattinatrice artistica su ghiaccio norvegese († 1996)
- 26 agosto - Sylvia Thalberg, sceneggiatrice statunitense († 1988)
- 27 agosto - Laird Doyle, sceneggiatore statunitense († 1936)
- 27 agosto - Giacomo Pozzi Bellini, fotografo italiano († 1990)
- 27 agosto - Romano Rinesi, calciatore italiano († 1968)
- 27 agosto - Alphons Schepers, ciclista su strada, pistard e ciclocrossista belga († 1984)
- 27 agosto - Fritzi Wenisch, schermitrice austriaca († 1981)
- 28 agosto - Nino Taranto, attore, comico e cantante italiano († 1986)
- 29 agosto - Aimé-Pierre Frutaz, archeologo e storico italiano († 1980)
- 29 agosto - Ljudmila Sergeevna Glazova, attrice sovietica († 1981)
- 29 agosto - Josef Rodzinski, calciatore tedesco († 1984)
- 29 agosto - Takeo Wakabayashi, calciatore giapponese († 1937)
- 30 agosto - Tarzan Cooper, cestista e allenatore di pallacanestro statunitense († 1980)
- 30 agosto - Leonor Fini, pittrice, scenografa e costumista italiana († 1996)
- 30 agosto - John Mauchly, inventore e ingegnere statunitense († 1980)
- 31 agosto - Argentina Brunetti, attrice argentina († 2005)
- 31 agosto - Edoardo Molinar, ciclista su strada italiano († 1994)
- 31 agosto - Altiero Spinelli, politico e scrittore italiano († 1986)
- 31 agosto - Ramon Magsaysay, politico filippino († 1957)